# Notiosorex
Notiosorex es un género de mamíferos soricomorfos de la familia Soricidae.
Son conocidos comúnmente como musarañas del desierto o musarañas grises. Su área de distribución comprende el norte de México y el sudoeste de Estados Unidos. Las especies de esta familia tienen orejas grandes, su longitud cabeza-cuerpo es de 48-65 mm y su cola mide 22-31 mm de largo. Parece que son activas solo de noche, durante la cual se nutren de insectos y de otros invertebrados; son particularmente resistentes al ayuno.

## Especies
Se reconocen las siguientes especies:
- Notiosorex cockrumi
- Notiosorex crawfordi
- Notiosorex evotis
- Notiosorex villai